# Coutras
 Coutras  es una población y comuna francesa, situada en la región de Aquitania, departamento de Gironda, en el distrito de Libourne y cantón de Coutras.

## Demografía
| 5948 | 5830 | 6040 | 6351 | 6689 | 7003 |
| Para los censos de 1962 a 1999 la población legal corresponde a la población sin duplicidades (Fuente: INSEE [Consultar]) |      |      |      |      |      |